# Bryan Ivie
Bryan Eric Ivie, född 5 maj 1969 i Torrance i Kalifornien, är en amerikansk före detta volleybollspelare.
Ivie blev olympisk bronsmedaljör i volleyboll vid sommarspelen 1992 i Barcelona.